# Гатин, Жорж Жак

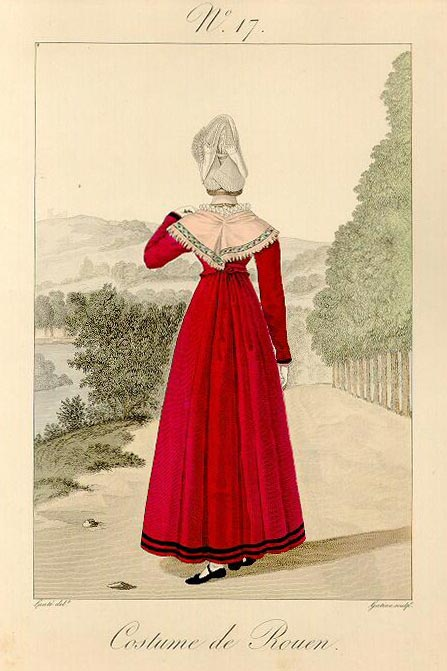
Гравюра Ж. Ж. Гатина «Руанский костюм»

Жорж Жак Гати́н (фр. Georges Jacques Gatine; 1773, Кан — 1824, Париж) — французский художник-гравёр.
Известен, в частности, несколькими сериями гравюр (обычно раскрашенных), изображающих характерную одежду своей эпохи — как свойственную той или иной местности, так и столичную, поданную в ироническом ключе (например, альбом «Изящный стиль», фр. Le Bon Genre, 1817). Многие из них публиковались в парижском «Журнале дам и мод» (фр. Journal des dames et des modes) Лебу-де-ла-Месанжера. Несколько работ Гатина в этом роде представлены в собрании Государственного Эрмитажа.